# Tomisławice (województwo łódzkie)
Tomisławice – wieś w Polsce położona w województwie łódzkim, w powiecie sieradzkim, w gminie Warta nad zachodnim brzegiem zbiornika Jeziorsko, przy drodze z Sieradza do Turku (droga krajowa nr 83).
W latach 1975–1998 miejscowość położona była na terenie ówczesnego województwa sieradzkiego.

## Historia
Pierwsza pisana wzmianka pochodząca z 1176 roku dotyczy nadania dziesięciny z tej wsi cystersom z Sulejowa, a wzmianka pochodząca z 1178 roku dotyczy jej zamiany z klasztorem sulejowskim na Straszów. W XV wieku wieś była własnością Świnków, a w drugiej połowie XVIII wieku – Wolskich. Po nich wieś należała do Rembowskich, J. Modlibowskiego, Orłowskich, E. Repphana. W 1847 roku Tomisławice nabył J. Jabłkowski, właściciel pobliskich Cielc, jednakże dobra te wkrótce stracił na skutek bankructwa Domu Handlowego w Kaliszu.

## Urodzeni w Tomisławicach
- Erazm Jerzmanowski – polski działacz społeczny i filantrop, powstaniec styczniowy, żołnierz, inżynier, wynalazca, przemysłowiec, mecenas, członek wieczysty Towarzystwa Muzeum Narodowego Polskiego w Rapperswilu[3].